# Mušketa
Mušketa (angleško musket, francosko mousquet) je dolgo in težko strelno orožje, pri katerem je notranjost cevi gladka. Polni se od spredaj. Krogla mora biti manjša kot je premer cevi, tako da se lahko spusti v cev. Mušketa je bila od konca 16. stoletja glavno orožje pešakov, tako imenovanih mušketirjev.

## Delovanje
Za strel se mušketa napolni z črnim smodnikom - približno 15 gramov, kroglo in tesnilnim zamaškom, kar se s posebno paličico stisne. Na koncu cevi je vžigalna ponvica, ki je z izvrtino povezana s cevjo. V ponvico se nasuje prribližno 2 gr črnega smodnika. Za strel se nasloni mušketa na palico z vilicami na vrhu. Ker je mušketa težka do 15 kg ni primerna za prostoročno streljanje. Nato se z gorečo zažigalno vrvico (lunto) prižge smodnik na ponvici, ki preko izvrtine vžge smodnik v cevi in krogla se izstreli.

## Taktika
Zaradi gladke cevi in oblike krogle je mušketa zelo nenatančno orožje. To nenatančnost so skušali nadomestiti z velikim številom strelcev. Kljub nenatančnosti je bila mušketa po arkebuzi drugo na bojnem polju uporabno strelno orožje. Mušketirje so v boju ščitili suličarji. Zaradi večje učinkovitosti je mušketa konec 16. stoletja izpodrinila arkebuzo, ki so jo uporabljali le še konjeniki.